# Buschau (Einheit)
Buschau war ein deutsches Gewichts- und Handelsmaß und auf Hamburg beschränkt.
- 1 Buschau = 180 Pfund